# Томасберг, Томас
Томас Томасберг (дат. Thomas Thomasberg; род. 15 октября 1974, Дания) — датский футболист, полузащитник, и тренер. В настоящее время главный тренер клуба «Мидтьюлланн».

## Карьера футболиста
Профессиональную карьеру начал в 1991 году в «Ольборге». Он дебютировал за основную команду только в 1994 году, после того как несколько сезонов играл за резерв в четвертом дивизионе Дании. Томасберг играл за «Ольборг» до 1999 года, с которым дважды выиграл чемпионат Дании, после чего перешел в «Мидтьюлланн». В 1990 году он также сыграл четыре матча за сборную Дании до 16 лет.

## Карьера тренера
В 2004 году Томасберг объявил о завершении карьеры футболиста и стал помощником тренера Эрика Расмуссена в «Мидтьюлланне». Позже он стал преемником Расмуссена на посту главного тренера. Он оставался на этой должности в течение года, прежде чем был уволен 11 августа 2009 года и заменен Алланом Куном после неудачного начала сезона.
Позже в том же году было подтверждено, что Томасберг займет пост главного тренера «Йёрринга» с 1 января 2010 года. Он занимал эту должность в течение полугода, в течение которого ему удалось привести клуб к повышению в Первый дивизион Дании. Затем Томасберг стал главным тренером «Фредерисии», который покинул 8 апреля 2013 года.
После работал помощником тренера в клубе «Раннерс» в период с 2013 по 2016 года. 5 января 2017 года Томасберг был представлен в качестве нового главного тренера клуба «Хобро» из Первого дивизиона, подписав контракт сроком до лета 2018 года.
Позднее Томасберг занял пост главного тренера «Раннерс». Первоначально предполагалось, что он вступит в должность 1 октября 2018 года, но «Раннерс» и «Хобро» достигли соглашения, которое позволило Томасбергу вступить в должность в своём новом клубе с 16 июня 2018 года.
23 марта 2023 года Томасберг был назначен новым главным тренером клуба «Мидтьюлланн», подписав контракт до лета 2023 года.

## Статистика тренера
| Команда     | С             | До              | Результат | Результат | Результат | Результат | Результат | Результат | Результат | Результат | Результат     |
| Команда     | С             | До              | И         | В         | Н         | П         | ГЗ        | ГП        | +/-       | Поб, %    | Прим.         |
| ----------- | ------------- | --------------- | --------- | --------- | --------- | --------- | --------- | --------- | --------- | --------- | ------------- |
| Мидтьюлланн | 1 июля 2008   | 11 августа 2009 | 42        | 20        | 8         | 14        | 71        | 57        | +14       | 047,62    | [ 12 ] [ 13 ] |
| Йёрринг     | 1 января 2010 | 30 июня 2010    | 15        | 10        | 3         | 2         | 28        | 14        | +14       | 066,67    | [ 14 ]        |
| Фредерисия  | 1 июля 2010   | 8 апреля 2013   | 91        | 36        | 23        | 32        | 140       | 119       | +21       | 039,56    | [ 12 ]        |
| Хобро       | 4 января 2017 | 16 июня 2018    | 52        | 23        | 12        | 17        | 75        | 57        | +18       | 044,23    | [ 12 ] [ 13 ] |
| Раннерс     | 16 июня 2018  | 23 марта 2023   | 187       | 73        | 47        | 67        | 261       | 245       | +16       | 039,04    | [ 12 ]        |
| Мидтьюлланн | 23 марта 2023 | н.в.            | 85        | 47        | 16        | 22        | 164       | 101       | +63       | 055,29    | [ 12 ]        |
| Общий итог  | Общий итог    | Общий итог      | 472       | 209       | 109       | 154       | 740       | 593       | +147      | 044,28    | —             |

## Достижения

### Как игрок

#### «Ольборг»
- Чемпион Дании: 1994/95, 1998/99